# 목포홍일고등학교
목포홍일고등학교(木浦弘一高等學校)는 대한민국 전라남도 목포시 죽교동에 위치한 사립 고등학교이다.

## 학교 연혁
- 1945년 12월 16일 : 목포동광고등학교 설립 인가
- 1976년 3월 31일 : 홍재 권이담 박사 동광학원 인수
- 1976년 4월 12일 : 홍재 권이담 박사 이사장 취임
- 1976년 6월 16일 : 학교법인 홍일학원 설립
- 1976년 9월 23일 : 목포홍일고등학교로 개명
- 1978년 2월 27일 : 고등학교 3층 교사 준공(33개 교실)
- 1978년 10월 18일 : 고등학교 주간 30학급 인가
- 1981년 2월 25일 : 예능관, 어학관, 홍일체육관 준공
- 1986년 4월 17일 : 유도장 신축 완공(150평)
- 1994년 10월 10일 : 생활관 준공(연건평 366평, 120명 입실가능)
- 2001년 3월 5일 : 학생 식당 준공, 운영(수용인원 260명)
- 2004년 4월 27일 : 홍재관 준공(다목적 강당, 연건평 475평 1,500명 수용)
- 2008년 12월 1일 : 급식실 증축(수용인원 450명)
- 2011년 5월 1일 : 제2생활관 신축 완공(연건평 370평, 120명 수용)
- 2013년 11월 29일 : 고등학교 신관동 준공(연건평 425평)
- 2016년 11월 1일 : 권호 이사장 취임
- 2020년 3월 1일 : 제20대 이석현 교장 취임
- 2022년 4월 4일 : AI(인공지능) 교실 구축
- 2024년 2월 2일 : 제70회 졸업(총 20,823명 배출)

## 참고 자료
- 목포홍일고등학교 - 한국교육학술정보원 학교알리미